# We Are Pioneers World Tour
We Are Pioneers World Tour es la primera gira por el grupo de música country estadounidense, The Band Perry. El tour es en apoyo de su álbum de estudio de segundo año, Pioneer y comenzó el 8 de noviembre de 2013, de Gotemburgo, Suecia. We Are Pioneers... fue anunciado por primera vez en agosto de 2013.

## Artistas invitados
- Easton Corbin
- Lindsay Ell

## Lista de canciones
1. «DONE.»
2. «Night Gone Wasted»
3. «You Lie»
4. «All Your Life»
5. «I'm a Keeper»
6. «Forever Mind Nevermind»
7. «Hip to My Heart»/«Postcard from Paris»
8. «The Star Spangled Banner» (Instrumental)
9. «Pioneer»
10. «Amazing Grace» (cover)
11. «Timber» (cover de Pitbull)
12. «Chainsaw»
13. «Fat Bottomed Girls» (cover de Queen)
14. «Double Heart»
15. «Don't Let Me Be Lonely»

Encore
1. «If I Die Young»
2. «Better Dig Two»

## Fechas de la gira
| Fecha                   | Ciudad         | País                  | Lugar                                  |
| Europa                  | Europa         | Europa                | Europa                                 |
| ----------------------- | -------------- | --------------------- | -------------------------------------- |
| 8 de noviembre de 2013  | Gotemburgo     | Suecia                | Tradgarn                               |
| 10 de noviembre de 2013 | Estocolmo      | Suecia                | Cirkus                                 |
| 11 de noviembre de 2013 | Skien          | Noruega               | Ibsenhuset                             |
| 12 de noviembre de 2013 | Oslo           | Noruega               | Folketeatret                           |
| 13 de noviembre de 2013 | Trondheim      | Noruega               | Olavshallen                            |
| 15 de noviembre de 2013 | Helsingborg    | Suecia                | Tivoli                                 |
| 16 de noviembre de 2013 | Randers        | Dinamarca             | Vaerket                                |
| 18 de noviembre de 2013 | Copenhague     | Alemania              | Stadgarten                             |
| 19 de noviembre de 2013 | Hamburg        | Alemania              | Knust                                  |
| 20 de noviembre de 2013 | Berlín         | Alemania              | C-Club                                 |
| 22 de noviembre de 2013 | Munich         | Alemania              | Storm                                  |
| 23 de noviembre de 2013 | Zúrich         | Switzerland           | Masscotte                              |
| 25 de noviembre de 2013 | Paris          | Francia               | Le Divan du Monde                      |
| 26 de noviembre de 2013 | Ámsterdam      | Países Bajos          | Melkweg                                |
| 29 de noviembre de 2013 | Birmingham     | Inglaterra            | Birmingham HMV Institute               |
| 30 de noviembre de 2013 | Glasgow        | Escocia               | O2 ABC Glasgow                         |
| 1 de diciembre de 2013  | Manchester     | Inglaterra            | Ritz                                   |
| 2 de diciembre de 2013  | Londres        | Inglaterra            | HMV Forum                              |
| 4 de diciembre de 2013  | Dublín         | Irlanda               | Vicar Street                           |
| 5 de diciembre de 2013  | Belfast        | Irlanda del Norte     | Mandela Hall                           |
| Norteamérica            |                |                       |                                        |
| 9 de enero de 2014      | Penticton      | Canadá                | South Okanagan Events Centre           |
| 10 de enero de 2014     | Kamloops       | Canadá                | Interior Savings Centre                |
| 11 de enero de 2014     | Prince George  | Canadá                | CN Centre                              |
| 12 de enero de 2014     | Dawson Creek   | Canadá                | EnCana Events Centre                   |
| 15 de enero de 2014     | Red Deer       | Canadá                | ENMAX Centrium                         |
| 16 de enero de 2014     | Lethbridge     | Canadá                | ENMAX Centre                           |
| 18 de enero de 2014     | Regina         | Canadá                | Brandt Centre                          |
| 21 de enero de 2014     | Sudbury        | Canadá                | Sudbury Arena                          |
| 22 de enero de 2014     | Kitchener      | Canadá                | Memorial Auditorium                    |
| 24 de enero de 2014     | Kingston       | Canadá                | K-Rock Centre                          |
| 29 de enero de 2014     | Oshawa         | Canadá                | General Motors Centre                  |
| 31 de enero de 2014     | Bangor         | Estados Unidos        | Cross Insurance Center                 |
| 6 de febrero de 2014    | Independence   | Estados Unidos        | Independence Events Center             |
| 8 de febrero de 2014    | Bemidji        | Estados Unidos        | Sanford Center                         |
| 9 de febrero de 2014    | Grand Forks    | Estados Unidos        | Ralph Engelstad Arena                  |
| 13 de febrero de 2014   | Dubuque        | Estados Unidos        | Five Flags Center                      |
| 14 de febrero de 2014   | Kearney        | Estados Unidos        | Viareo Event Center                    |
| 15 de febrero de 2014   | Rapid City     | Estados Unidos        | Rushmore Plaza Civic Center            |
| 16 de febrero de 2014   | Billings       | Estados Unidos        | Rimrock Auto Arena at MetraPark        |
| 20 de febrero de 2014   | Rockford       | Estados Unidos        | BMO Harris Bank Center                 |
| 21 de febrero de 2014   | Cape Girardeau | Estados Unidos        | Show Me Center                         |
| 22 de febrero de 2014   | Corbin         | Estados Unidos        | Corbin                                 |
| 23 de febrero de 2014   | Saginaw        | Estados Unidos        | Dow Event Center                       |
| 27 de febrero de 2014   | Green Bay      | Estados Unidos        | Resch Center                           |
| 28 de febrero de 2014   | Mankato        | Estados Unidos        | Verizon Wireless Center                |
| 1 de marzo de 2014      | Duluth         | Estados Unidos        | Duluth Entertainment Convention Center |
| 2 de marzo de 2014      | Cedar Rapids   | Estados Unidos        | U.S. Cellular Center                   |
| 7 de marzo de 2014      | Savannah       | Estados Unidos        | Savannah Civic Center                  |
| 31 de mayo de 2014      | Atlantic City  | Caesars Atlantic City |                                        |

## Recaudaciones
| Lugar                        | Ciudad          | Entradas vendidas/disponibles | Recaudación |
| ---------------------------- | --------------- | ----------------------------- | ----------- |
| South Okanagan Events Centre | Pentiction      | 3,239 / 4,084 (66%)           | $162,868    |
| Interior Savings Centre      | Kamloops        | 3,041 / 4,112 (73%)           | $155,686    |
| CN Centre                    | Prince George   | 3,937 / 4,478 (88%)           | $207,589    |
| EnCana Events Centre         | Dawson Creek    | 2,762 / 3,792 (73%)           | $145,603    |
| Enmax Centrium               | Red Deer        | 4,362 / 5,000 (87%)           | $226,321    |
| Enmax Centre                 | Lethbridge      | 3,882 / 3,891 (99%)           | $206,934    |
| Brandt Centre                | Regina          | 3,423 / 5,400 (63%)           | $159,934    |
| Sudbury Arena                | Sudbury         | 3,000 / 3,000 (100%)          | $146,150    |
| Memorial Auditorium          | Kitchener       | 3,628 / 5,112 (71%)           | $179,114    |
| K-Rock Centre                | Kingston        | 4,838 / 5,000 (97%)           | $234,453    |
| General Motors Centre        | Oshawa          | 4,552 / 4,865 (94%)           | $223,252    |
| Cross Insurance Center       | Bangor          | 5,006 / 5,006 (100%)          | $228,135    |
| Independence Events Center   | Independence    | 5,668 / 5,688 (100%)          | $182,722    |
| Swiftel Center               | Brooking        | 4,167 / 4,167 (100%)          | $139,697    |
| Sanford Center               | Bemidji         | 4,271 / 4,271 (100%)          | $144,894    |
| Ralph Engelstad Arena        | Grand Forks     | 4,405 / 5,000 (88%)           | $151,966    |
| Five Flags Center            | Dubuque         | 3,380 / 3,380 (100%)          | $129,820    |
| Viaero Event Center          | Kearney         | 4,201 /4,201 (100%)           | $172,033    |
| Rushmore Plaza Civic Center  | Rapid City      | 4,575 / 4,575 (100%)          | $173,336    |
| Rimrock Arena                | Billings        | 5,466 / 5,466 (100%)          | $193,910    |
| BMO Harris Bank Center       | Rockford        | 5,108 / 5,108 (100%)          | $179,497    |
| Show Me Center               | Cape Girardeaue | 4,191 / 4,191 (100%)          | $145,277    |
| Corbin Arena                 | Corbin          | 4,464 / 4,464 (100%)          | $163,233    |
| Dow Event Center             | Saginaw         | 2,685 /2,698 (99%)            | $141,782    |
| TOTAL                        | TOTAL           | 98,192 / 116,389 (84%)        | 4,185,256   |